# John Elwood Bundy
John Elwood Bundy (1 de maio de 1853 - 17 de janeiro de 1933) foi um impressionista americano que nasceu no condado de Guilford, Carolina do Norte.